# Leucanopsis perirrorata
Leucanopsis perirrorata är en fjärilsart som beskrevs av Gottfried Christian Reich 1935. Leucanopsis perirrorata ingår i släktet Leucanopsis och familjen björnspinnare. Inga underarter finns listade i Catalogue of Life.